# چمن‌خروس کوچک
چمن‌خروس کوچک (نام علمی: Tympanuchus pallidicinctus) گونه‌ای از خانواده باقرقره‌ها است.
این پرنده متوسط تا بزرگ، راه‌راه سفید و قهوه‌ای، کمی کوچک‌تر و رنگ‌پریده‌تر از بستگان نزدیک خود چمن‌خروس بزرگ (T. cupido) است. بزرگسالان بین ۱۵٫۰ تا ۱۶٫۱ اینچ (۳۸–۴۱ سانتی‌متر) طول و ۲۲٫۱–۲۸٫۷ اونس (۶۲۸–۸۱۳ گرم) وزن دارند.
حدود نیمی از جمعیت کنونی آن در غرب کانزاس زندگی می‌کنند و نیمی دیگر در تپه‌های شنی و دشتهای غربی اوکلاهاما، تگزاس پانهندل شامل Llano Estacado، شرق نیومکزیکو و جنوب شرقی کلرادو زندگی می‌کنند.
مانند خویشاوندان بزرگ‌تر خود، به دلیل رفتار نمایش جفت‌یابی خود شناخته شده‌است.